# Sanneke van Hassel
Sanneke van Hassel (Rotterdam, 1971) is een Nederlandse cultuurhistoricus, actrice en schrijver.

## Theater
Van Hassel studeerde Cultuurgeschiedenis en Theaterwetenschap aan de Universiteit Utrecht, en werkte jarenlang bij theatergezelschap 't Barre Land.

## Prijzen
- BNG Nieuwe Literatuurprijs 2007[2][10] (Een prijs van het Cultuurfonds van de Bank Nederlandse Gemeenten.)
- Anna Blaman Prijs 2013[11] (Een prijs van het Prins Bernhard Cultuurfonds.)

## Hotel van Hassel
Van vrijdag 16 tot en met zondag 19 april 2010 organiseerde Van Hassel in De Balie 'Hotel van Hassel', het "eerste groots opgezette en meerdaagse evenement over het korte verhaal in Nederland. Het beoogt een groter publiek kennis te laten maken met het hedendaagse korte verhaal". Deelnemers waren o.a. Aaf Brandt Corstius, Manon Uphoff, Thomas Verbogt, Tommy Wieringa, Judith Hermann (uit Duitsland), Anatoli Gavrilov (uit Rusland), Petina Gappah (uit Zwitserland/Zimbabwe) en Ton Rozeman.
- Bibliothèque nationale de France: cb15609016f (data)
- Gemeinsame Normdatei: 173774547
- International Standard Name Identifier: 0000 0000 4659 3965
- Library of Congress Control Number: no2007117135
- Nederlandse Thesaurus van Auteursnamen: 244685754
- Système universitaire de documentation: 171094298
- Virtual International Authority File: 44625692
- WorldCat: E39PBJmdqTgwm6JG3qJ6cffTHC